# Gran Premio Nobili Rubinetterie 2003
Il Gran Premio Nobili Rubinetterie 2003, sesta edizione della corsa, si svolse il 20 luglio 2003 su un percorso di 159 km. La vittoria fu appannaggio dell'italiano Andrea Ferrigato, che completò il percorso in 3h46'07", precedendo lo spagnolo Joseba Albizu e l'italiano Massimiliano Mori.
Sul traguardo di Arona portarono a termine il percorso 30 corridori.

## Ordine d'arrivo (Top 10)
| Pos. | Corridore         | Squadra                | Tempo    |
| ---- | ----------------- | ---------------------- | -------- |
| 1    | Andrea Ferrigato  | Alessio-Bianchi        | 3h46'07" |
| 2    | Joseba Albizu     | Euskaltel-Euskadi      | s.t.     |
| 3    | Massimiliano Mori | Formaggi Pinzolo Fiavé | s.t.     |
| 4    | Alberto Ongarato  | Domina Vacanze         | a 6"     |
| 5    | Serhij Matvjejev  | Panaria-Fiordo         | a 8"     |
| 6    | Eddy Serri        | Mercatone Uno          | s.t.     |
| 7    | Devis Miorin      | De Nardi               | s.t.     |
| 8    | Marco Gili        | Vini Caldirola         | s.t.     |
| 9    | Davide Casarotto  | Alessio-Bianchi        | s.t.     |
| 10   | Geert Verheyen    | Marlux-Wincor Nixdorf  | a 42"    |